# Cristian Zenoni
Pour les articles homonymes, voir Zenoni.
Cristian Zenoni (né le 23 avril 1977 à Trescore Balneario dans la province de Bergame, en Lombardie) est un footballeur international italien qui joue au poste de défenseur droit. 
Cristian Zenoni a un frère jumeau Damiano Zenoni, lui aussi footballeur professionnel et avec qui il a joué à l'Atalanta Bergame.

## Biographie
Cristian Zenoni fait ses débuts internationaux le 28 février 2001 sous les ordres de Giovanni Trapattoni lors d'un match amical face à l'Argentine (1-2). Il retrouve le maillot national cinq ans plus tard, le 16 août 2006, pour le premier match de Roberto Donadoni à la tête de la Nazionale face à la Croatie (0-2).

## Palmarès
- Italie
  - 2 sélections en 2001 et 2006.

- Juventus
  - Champion d'Italie en 2002 et 2003.
  - Vainqueur de la supercoupe d'Italie en 2002.